# M.O.B.I.L.I.S.

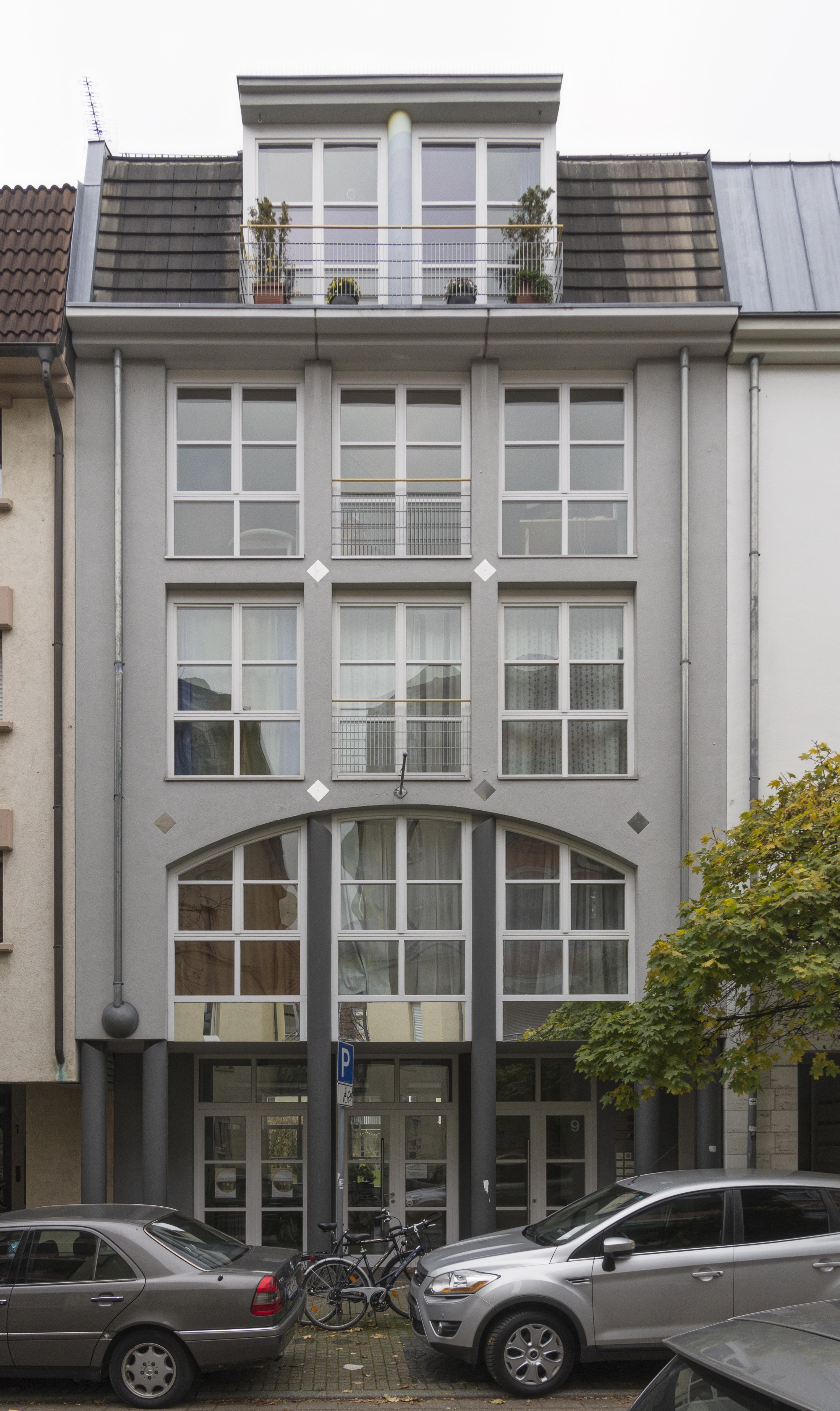
Bis 31. Dezember 2018: Die Hauptgeschäftsstelle in Freiburg

M.O.B.I.L.I.S. (= Multizentrisch organisierte bewegungsorientierte Initiative zur Lebensstiländerung in Selbstverantwortung; lat.: mobilis = „beweglich“) ist ein interdisziplinäres Schulungsprogramm zur Therapie der Adipositas im Erwachsenenalter (BMI 30–40 kg/m²).

## Geschichte
Initiator war 2002 vom Universitätsklinikum Freiburg, Abteilung Rehabilitative und Präventive Sportmedizin (Aloys Berg) und der Deutschen Sporthochschule Köln, Institut für Kreislaufforschung und Sportmedizin (Hans-Georg Predel). Nach erfolgreicher Modellphase mit ersten Gruppen in Freiburg im Breisgau und Ratingen im Jahr 2004 wird M.O.B.I.L.I.S. seit 2005 an verschiedenen deutschen Standorten angeboten.
Bis 2007 wurde das Programm über den Verein AG Präventions- und Herzgruppen e.V. organisiert. Seit Gründung des M.O.B.I.L.I.S. e.V. (5. März 2007) war dieser bis 2017/18 für Durchführung und Koordination des Programms zuständig. Wiebke Göhner und Michael Hamm vertraten den gemeinnützigen Verein vom 14. Oktober 2013 bis 1. Dezember 2021 in ihren Funktionen als erster bzw. zweiter Vorstand.

## Konzept
Ziel des Programms ist die Befähigung der Teilnehmer zu einer gesundheitsbewussten Lebensführung in Selbstverantwortung. Unter professioneller Anleitung sollen die Teilnehmer in die Lage versetzt werden, ihr Bewegungs- und Ernährungsverhalten so zu gestalten, dass die angestrebten gesundheitlichen Effekte (Gewichtsreduktion und Verbesserung der Risikofaktoren wie Arterielle Hypertonie, Diabetes mellitus Typ 2 oder Fettstoffwechselstörung) langfristig erreicht werden können.
Es umfasst die vier Therapieschwerpunkte Bewegung und Sport, Psychologie und Pädagogik, Ernährung sowie Medizin und Gesundheit. Im Mittelpunkt des Konzepts steht die körperliche Aktivität mit 40 praktischen Bewegungseinheiten (Ausdauer-, Kraft-, Koordinations- und Entspannungstraining sowie kleine Spiele).
In 20 theoretischen Gruppensitzungen geht es primär um die volitionale Umsetzung der Teilnehmer-Absichten. Dabei werden zentrale Interventionen angewandt. Hierzu gehören Selbstbeobachtungstraining, bewusstes Einsetzen von Implementierungsintentionen, Antizipation von inneren und äußeren Hindernissen (Barrieren) sowie die Entwicklung geeigneter Gegenstrategien (Barrierenmanagement).
Es wird mit Hilfe von standardisierten Unterrichtsmaterialien durch geschulte Trainer-Ärzte-Teams (Sportlehrer/Sportwissenschaftler, Psychologe/Pädagoge, zertifizierte Ernährungsfachkraft, Arzt) bundesweit einheitlich umgesetzt.
Im Rahmen des Programms werden keinerlei Abnehmprodukte, Formula-Diäten oder Medikamente zur Gewichtsreduktion eingesetzt.
Mit seinem Konzept erfüllt es die Voraussetzungen eines qualitätsgesicherten ambulanten Adipositasprogramms wie es die S3-Leitlinien Adipositas und Kriterien der Fachgesellschaften DAG, DDG, DGE, DGEM und DAEM vorgeben.

## Programmaufbau
Es handelt sich um ein geschlossenes strukturiertes Gruppenprogramm mit einjähriger Laufzeit. Folgende Interventionsphasen sind als Programmablauf vorgegeben:
- Phase I (8 Wochen): ärztliche Eingangsuntersuchung, 8 Bewegungseinheiten, 8 Gruppensitzungen (Themen: 1× Auftakt, 1× Theorie Bewegung, 3× Ernährung und 3× Psychologie)
- Phase II (16–18 Wochen): 22 Bewegungseinheiten, 4 Gruppensitzungen (Themen: 4× Psychologie), 1 Ernährungs-Erfolgscheck, 1 Praxissitzung Ernährung, ärztliche Zwischenuntersuchung
- Phase III (6 Monate): 10 Bewegungseinheiten, 6 Gruppensitzungen (Themen: 5× Psychologie), 1 Praxissitzung Ernährung, ärztliche Abschlussuntersuchung

Alle Teilnehmer erhalten einen ausführlichen Abschlussbericht mit sämtlichen Untersuchungsergebnissen für ihren Hausarzt.

## Teilnahmevoraussetzungen
Bewerber müssen das 18. Lebensjahr vollendet haben, ein Übergewicht von mehr als 20 % (BMI ≥ 30 kg/m²) aufweisen, körperlich in der Lage sein, an einem Bewegungsprogramm teilzunehmen und sich einer ärztlichen Eingangsuntersuchung unterziehen.
Von der Teilnahme ausgeschlossen sind Personen mit einem Übergewicht von mehr als 60 % (BMI > 40 kg/m²), Personen, die an einem Diabetes mellitus Typ 1 leiden, Personen mit einer Essstörung (Bulimie, Bulimia nervosa, Binge Eating Disorder) sowie Personen, die Psychopharmaka, Abmagerungsmittel und/oder Appetitzügler einnehmen oder sich einer chirurgischen Magenverkleinerung unterzogen haben. Ein weiteres Ausschlusskriterium ist eine bösartige Tumorerkrankung mit krankheitsfreiem Zustand weniger als 5 Jahren.
Das Programm eignet sich ausschließlich für Personen, die bereit sind, alte Verhaltensmuster zu hinterfragen und selbstverantwortlich an einem neuen Lebensstil zu arbeiten. Das setzt ein hohes Maß an Eigenengagement voraus und erfordert viel Zeit. Durch die geschlossene Gruppenstruktur entstehen häufig längere Wartezeiten bis zum Start des Programms.

## Kosten
Die Kosten für das komplette Programm betrugen bis 31. Dezember 2017 785,00 Euro pro Teilnehmer. Aufgrund einer Rahmenvereinbarung mit der BARMER GEK war von 2004 bis 2017 eine pauschalisierte Kostenerstattung nach § 43 Abs. 1 Nr. 2 SGB V in Höhe von 685,00 Euro (Eigenbeteiligung: 100,00 Euro) möglich. Andere Kassen, wie z. B. die DAK-Gesundheit, beteiligten sich ebenfalls. Seit dem 1. Januar 2018 muss die Frage der Kostenerstattung für jeden Standort lokal mit den ortsansässigen Krankenkassen geklärt werden.

## Evaluation
Die wissenschaftliche Evaluation zum Projektverlauf und zur Wirkung der Intervention wurde vom Universitätsklinikum Freiburg, Medizinische Universitätsklinik, Abt. Rehabilitative und Präventive Sportmedizin von Januar 2004 bis Juni 2011 durchgeführt. Von Juli 2011 bis Ende 2018 erfolgte die Datenerhebung durch den M.O.B.I.L.I.S. e.V. Ergebnisse wurden regelmäßig in Fachzeitschriften veröffentlicht und diskutiert. Mit der Wirksamkeit des Konzepts beschäftigen sich auch zwei Dissertationen an der Universität Freiburg aus den Jahren 2011 und 2013 sowie mit dem Kosten-Nutzen-Verhältnis des Programms eine Langzeitstudie der Universität Konstanz.